# Adam Johnson (hockey sur glace)
Pour les articles homonymes, voir Adam Johnson et Adam Johnson (écrivain).
Adam Robert Johnson (né le 22 juin 1994 à Hibbing dans l'État du Minnesota aux États-Unis et mort le 28 octobre 2023 à Sheffield au Royaume-Uni) est un joueur professionnel américain de hockey sur glace. Il évolue au poste de centre et d'ailier.

## Biographie
Johnson joue dans les rangs juniors au Minnesota, avant de joindre l'Ice de l'Indiana puis les Musketeers de Sioux City. Son passage dans les juniors lui permet de rejoindre les rangs des Bulldogs de Minnesota-Duluth dans la NCAA.
Ignoré au repêchage, il signe un contrat d'entrée de deux ans avec les Penguins de Pittsburgh après avoir participé à un camp de développement de l'équipe à Cranberry Township. Ceci met fin à sa carrière universitaire et il rejoint le club-école de l'équipe dans la région de Scranton/Wilkes-Barre.
Durant ses deuxième et troisième années dans la ligue, il participe à quelques matchs avec Pittsburgh, récoltant quatre points. À la fin de son premier contrat, il est reconduit par l'équipe qui le signe pour un an avec un contrat d'une valeur de 700 000$. Il les quitte ensuite pour l'Europe avant de revenir dans la LAH pour quelques années, puis il retourne sur le Vieux continent.
Le 28 octobre 2023, alors qu'il s'aligne avec les Nottingham Panthers dans l'EIHL, Johnson est accidenté sur la glace. Il est blessé au cou par le patin de Matthew Petgrave lors d'un match de la Challenge Cup contre les Sheffield Steelers. Johnson est transporté d'urgence à l'hôpital. Le match est annulé et le public évacué. Il est déclaré mort à son arrivée à l'hôpital,.
En réaction à la nouvelle, la ligue annule tous ses matchs prévus le lendemain et déplace le prochain match prévu des Panthers.

## Statistiques
| Saison    | Équipe                            | Ligue   |    | Saison régulière | Saison régulière | Saison régulière | Saison régulière | Saison régulière |   | Séries éliminatoires | Séries éliminatoires | Séries éliminatoires | Séries éliminatoires | Séries éliminatoires |
| Saison    | Équipe                            | Ligue   | PJ | B                | A                | Pts              | Pun              | PJ               | B | A                    | Pts                  | Pun                  |                      |                      |
| 2009-2010 | Hibbing/Chisholm High             | USHS-MN | 24 | 8                | 15               | 23               | 8                | 3                | 1 | 1                    | 2                    | 0                    |                      |                      |
| 2010-2011 | Hibbing/Chisholm High             | USHS-MN | 25 | 34               | 36               | 70               | 8                | 3                | 4 | 6                    | 10                   | 0                    |                      |                      |
| 2011-2012 | Hibbing/Chisholm High             | USHS-MN | 20 | 24               | 28               | 52               | 14               | 3                | 4 | 3                    | 7                    | 6                    |                      |                      |
| 2011-2012 | Team Kowalski's                   | UMHSEHL | 21 | 9                | 8                | 17               | 8                | 3                | 0 | 0                    | 0                    | 0                    |                      |                      |
| 2012-2013 | Hibbing/Chisholm High             | USHS-MN | 24 | 16               | 27               | 43               | 70               | 2                | 4 | 0                    | 4                    | 0                    |                      |                      |
| 2012-2013 | Team Kowalski's                   | UMHSEHL | 21 | 6                | 8                | 14               | 14               | 3                | 1 | 0                    | 1                    | 0                    |                      |                      |
| 2012-2013 | Ice de l'Indiana                  | USHL    | 6  | 0                | 2                | 2                | 0                | -                | - | -                    | -                    | -                    |                      |                      |
| 2013-2014 | Musketeers de Sioux City          | USHL    | 56 | 15               | 31               | 46               | 25               | 8                | 4 | 3                    | 7                    | 6                    |                      |                      |
| 2014-2015 | Musketeers de Sioux City          | USHL    | 59 | 31               | 40               | 71               | 24               | 5                | 1 | 2                    | 3                    | 2                    |                      |                      |
| 2015-2016 | Bulldogs de Minnesota-Duluth      | NCAA    | 39 | 6                | 12               | 18               | 8                | -                | - | -                    | -                    | -                    |                      |                      |
| 2016-2017 | Bulldogs de Minnesota-Duluth      | NCAA    | 42 | 18               | 19               | 37               | 18               | -                | - | -                    | -                    | -                    |                      |                      |
| 2017-2018 | Penguins de Wilkes-Barre/Scranton | LAH     | 70 | 11               | 20               | 31               | 16               | 3                | 1 | 0                    | 1                    | 0                    |                      |                      |
| 2018-2019 | Penguins de Wilkes-Barre/Scranton | LAH     | 67 | 18               | 25               | 43               | 27               | -                | - | -                    | -                    | -                    |                      |                      |
| 2018-2019 | Penguins de Pittsburgh            | LNH     | 6  | 0                | 2                | 2                | 0                | -                | - | -                    | -                    | -                    |                      |                      |
| 2019-2020 | Penguins de Wilkes-Barre/Scranton | LAH     | 48 | 10               | 24               | 34               | 12               | -                | - | -                    | -                    | -                    |                      |                      |
| 2019-2020 | Penguins de Pittsburgh            | LNH     | 7  | 1                | 1                | 2                | 2                | -                | - | -                    | -                    | -                    |                      |                      |
| 2020-2021 | Malmö Redhawks                    | SHL     | 21 | 7                | 5                | 12               | 8                | -                | - | -                    | -                    | -                    |                      |                      |
| 2020-2021 | Reign d'Ontario                   | LAH     | 14 | 6                | 5                | 11               | 6                | 1                | 0 | 1                    | 1                    | 0                    |                      |                      |
| 2021-2022 | Reign d'Ontario                   | LAH     | 28 | 1                | 5                | 6                | 18               | -                | - | -                    | -                    | -                    |                      |                      |
| 2021-2022 | Phantoms de Lehigh Valley         | LAH     | 30 | 4                | 8                | 12               | 12               | -                | - | -                    | -                    | -                    |                      |                      |
| 2022-2023 | Augsburger Panther                | DEL     | 45 | 7                | 15               | 22               | 10               | -                | - | -                    | -                    | -                    |                      |                      |
| 2023-2024 | Nottingham Panthers               | EIHL    | 7  | 4                | 3                | 7                | 0                | -                | - | -                    | -                    | -                    |                      |                      |

## Vie personnelle
Johnson est le neveu de Gary DeGrio, joueur de hockey sur glace et participant au championnat du monde de 1982 pour les États-Unis. Son père, Dave, a également joué pour les Bulldogs de Minnesota-Duluth et a été leur capitaine durant sa cinquième saison avec l'équipe.